# Robert Desmettre
Robert Desmettre   (Neuville-en-Ferrain, 5 d'agost de 1901 - Tourcoing, 6 de març de 1936) va ser un waterpolista francès que va competir durant la dècada de 1920.
El 1924 va prendre part en els Jocs Olímpics d'Anvers, on va disputar la competició de waterpolo, en què guanyà la medalla d'or.